# MJJ 뮤직
MJJ Music은 1988년 미국의 팝 가수 마이클 잭슨이 설립한 레코드 레이블이다.
3T, 타티야나 알리 등의 아티스트들이 소속 되어있었다. 2001년 마이클 잭슨과 소니 뮤직 엔터테인먼트간의 갈등으로 인해 잭슨은 레이블 사업을 그만두어야만 했다. 2009년 6월 마이클 잭슨이 사망한 후, MJJ 뮤직은 잭슨의 사후앨범을 발매 하고있다.